# Gösta Lindwall
Gösta Lindwall, född 1962 i Stockholm, är en svensk illustratör och serieskapare. 
Gösta Lindwall skapade tillsammans med Nisse Lindberg serien "Uppåt värre", som gick som gästserie i Dagens Nyheter under 2005. 2011 publicerade tidningen Fantomen äventyrsserien De utvalda, där Gösta Lindwall stod för intrig och teckning och Nisse Lindberg hjälpte till att bearbeta manuset. Gösta Lindwall är även huvudansvarig för tecknarskolan.se som är en interaktiv teckningsutbildning med huvudinriktning på tecknade serier.